# Lista över medverkande i Doobidoo

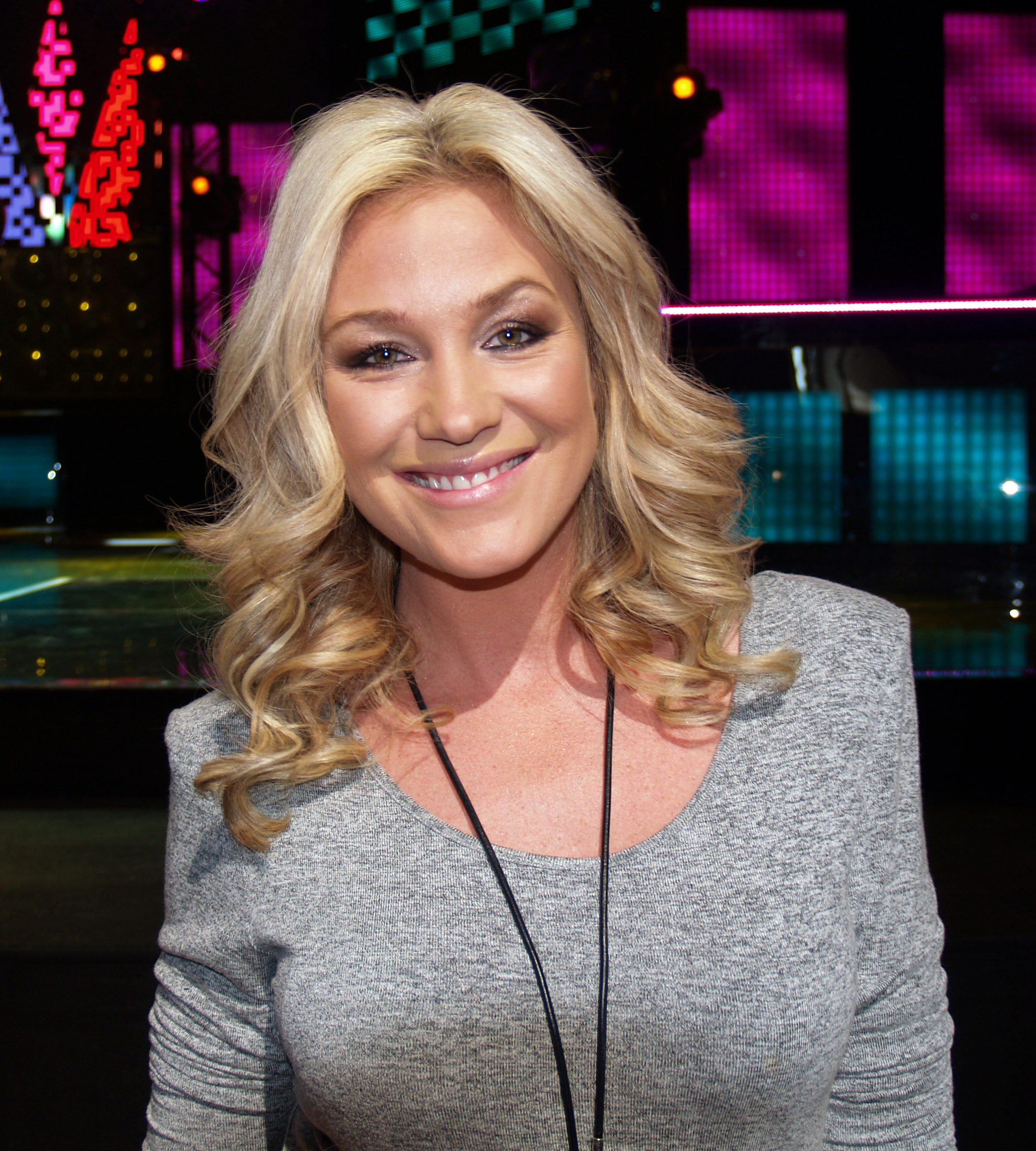
Jessica Andersson har varit med i 14 av 18 säsonger av Doobidoo.

Detta är en lista över medverkande i Doobidoo, ett underhållningsprogram som sänds på SVT.
Här nedan listas de som medverkat i mer än sex program av alla säsonger som sänts:
| #  | Medverkande        | Senaste säsongen |
| -- | ------------------ | ---------------- |
| 14 | Jessica Andersson  | 15 (2020)        |
| 10 | Per Andersson      | 13 (2017)        |
| 10 | Claes Malmberg     | 12 (2016)        |
| 9  | Pernilla Wahlgren  | 13 (2017)        |
| 9  | Lennie Norman      | 12 (2016)        |
| 9  | Shirley Clamp      | 12 (2016)        |
| 8  | Hans Rosenfeldt    | 13 (2017)        |
| 7  | Hanna Hedlund      | 13 (2017)        |
| 7  | Knut Agnred        | 13 (2017)        |
| 7  | Pia Johansson      | 13 (2017)        |
| 7  | Annika Andersson   | 12 (2016)        |
| 7  | Caroline af Ugglas | 12 (2016)        |
| 7  | Peter Apelgren     | 9 (2013)         |
| 6  | Babben Larsson     | 13 (2017)        |
| 6  | Katrin Sundberg    | 13 (2017)        |
| 6  | Lotta Engberg      | 13 (2017)        |
| 6  | Nanne Grönvall     | 13 (2017)        |
| 6  | Ola Forssmed       | 13 (2017)        |
| 6  | Anne-Lie Rydé      | 10 (2014)        |
| 6  | Thomas Petersson   | 10 (2014)        |

## Säsong 1 (2005)
Första säsongen sändes mellan 26 augusti och 18 november plus ett julspecial 23 december 2005 med programtiden 20:00 på fredagar.
Doobidoo gjorde ett avbrott på två veckor i rad under oktober på grund av Lilla Melodifestivalen 2005 och televisionsgalan Världens Barn. Det elfte avsnittet samt julspecialen blev flyttat en timme framåt på grund av premiären av Rikets andra säsong.
| #    | Nr | Sändnings- datum  | Lag 1                                | Lag 2                                    | Tittarsiffror |
| ---- | -- | ----------------- | ------------------------------------ | ---------------------------------------- | ------------- |
| 1:1  | 1  | 26 augusti 2005   | Claes Malmberg och Jenny Silver      | Magnus Carlsson och Elisabeth Andreassen | 1 499 000     |
| 1:2  | 2  | 2 september 2005  | Johan Ulveson och Gunilla Backman    | Shirley Clamp och Magnus Bäcklund        | 1 326 000     |
| 1:3  | 3  | 9 september 2005  | Nina Inhammar och Peter Lundblad     | Lotta Engberg och Peter Apelgren         | 1 750 000     |
| 1:4  | 4  | 16 september 2005 | Linda Lampenius och Bengan Janson    | Sanna Nielsen och Lasse Brandeby         | 1 919 000     |
| 1:5  | 5  | 23 september 2005 | Jill Johnson och Björn Skifs         | Petra Nielsen och Lennie Norman          | 1 887 000     |
| 1:6  | 6  | 30 september 2005 | Agneta Sjödin och Emrik Larsson      | Meja Kullersten och Peter Dalle          | 1 622 000     |
| 1:7  | 7  | 21 oktober 2005   | Jessica Andersson och Björn Kjellman | Jessica Folcker och Peter Settman        | 1 996 000     |
| 1:8  | 8  | 28 oktober 2005   | Lill Lindfors och Karl Martindahl    | Monica Dominique och Knut Agnred         | 1 935 000     |
| 1:9  | 9  | 4 november 2005   | Sara Löfgren och Thomas Petersson    | Blossom Tainton och Stefan Andersson     | 1 803 000     |
| 1:10 | 10 | 11 november 2005  | Vivian Cardinal och Ronny Eriksson   | Linda Bengtzing och Niclas Wahlgren      | 1 895 000     |
| 1:11 | 11 | 18 november 2005  | Nanne Grönvall och Stefan Odelberg   | Babben Larsson och Andrés Esteche        | 1 657 000     |
| 1:12 | 12 | 23 december 2005  | Kim Kärnfalk och Christer Sjögren    | Caroline Wennergren och Lasse Holm       | 1 312 000     |

- Genomsnitt i tittarsiffror: 1 717 000

## Säsong 2 (2006)
Den andra säsongen sändes mellan 22 september och 22 december 2006 med programtiden 20:00 på fredagar. Likt förra säsongen tog även denna säsongen ett avbrott på två veckor i rad under oktober för Lilla Melodifestivalen 2006 och välgörenhetsgalan Världens Barn.
| #    | Nr | Sändnings- datum  | Lag 1                                           | Lag 2                                    | Tittarsiffror |
| ---- | -- | ----------------- | ----------------------------------------------- | ---------------------------------------- | ------------- |
| 2:1  | 13 | 22 september 2006 | Magnus Bäcklund och Py Bäckman                  | Pernilla Wahlgren och Johan Glans        | 1 459 000     |
| 2:2  | 14 | 29 september 2006 | Lasse Berghagen och Annika Andersson            | Chris Lindh och Anna "Sahlene" Sahlin    | 1 426 000     |
| 2:3  | 15 | 20 oktober 2006   | Kalle Moraeus och Annika Jankell                | Andreas Nilsson och Laila Adèle          | 1 478 000     |
| 2:4  | 16 | 27 oktober 2006   | Anders Linder och Lena Willemark                | Mathias Holmgren och Sussie Eriksson     | 1 702 000     |
| 2:5  | 17 | 3 november 2006   | Robert Wells och Maria Möller                   | Anna Christoffersson och Anders Berglund | 1 818 000     |
| 2:6  | 18 | 10 november 2006  | Niklas Strömstedt och Lill-Babs                 | Christer Lindarw och Annika Thörnquist   | 1 780 000     |
| 2:7  | 19 | 17 november 2006  | Lasse Eriksson och Maja Gullstrand              | Richard Herrey och Miriam Aïda           | 1 742 000     |
| 2:8  | 20 | 24 november 2006  | Peter Jihde och Jessica Andersson               | Sten Nilsson och Lotta Engberg           | 1 640 000     |
| 2:9  | 21 | 1 december 2006   | Morgan "Mojje" Johansson och Josefine Sundström | Lennie Norman och Anna Mannheimer        | 1 569 000     |
| 2:10 | 22 | 8 december 2006   | Agnes Carlsson och Östen Eriksson               | Hans Marklund och Maria Lundqvist        | 2 016 000     |
| 2:11 | 23 | 15 december 2006  | Pernilla Andersson och Claes Malmberg           | Grynet Molvig och Christer Sandelin      | 1 819 000     |
| 2:12 | 24 | 22 december 2006  | Robert Gustafsson och Lena Philipsson           | Tommy Körberg och Charlotte Perrelli     | 2 245 000     |

- Genomsnitt i tittarsiffror: 1 725 000

## Säsong 3 (2007)
Den tredje säsongen sändes mellan 7 september och 23 november 2007 och likt föregående säsonger var programtiden 20:00 på fredagar.
| #    | Nr | Sändningsdatum    | Lag 1                                         | Lag 2                                                | Tittarsiffror |
| ---- | -- | ----------------- | --------------------------------------------- | ---------------------------------------------------- | ------------- |
| 3:1  | 25 | 7 september 2007  | Tomas von Brömssen och Jenny Silver           | Knut Agnred och Tina Ahlin                           | 1 506 000     |
| 3:2  | 26 | 14 september 2007 | Ingela "Pling" Forsman och Jan Johansen       | Nana Hedin och Janne ”Loffe” Carlsson                | 1 679 000     |
| 3:3  | 27 | 21 september 2007 | Karin Westerberg och Morgan Alling            | Pia Johansson och Pär Holmgren                       | 1 475 000     |
| 3:4  | 28 | 28 september 2007 | Malena Laszlo och Jonas Gardell               | Agneta Sjödin och Lasse Brandeby                     | 1 591 000     |
| 3:5  | 29 | 5 oktober 2007    | Mirja Burlin och Jan Åström                   | Daniel "Papa Dee" Wahlgren och Magdalena In de Betou | 1 357 000     |
| 3:6  | 30 | 12 oktober 2007   | Hanna Hedlund och Pablo Cepeda                | Sanna Nielsen och Jojje Jönsson                      | 1 462 000     |
| 3:7  | 31 | 19 oktober 2007   | Jessica Andersson och Sharon Dyall            | Henrik Rongedal och Magnus Rongedal                  | 1 636 000     |
| 3:8  | 32 | 26 oktober 2007   | Nanne Grönvall och Björn Skifs                | Viktoria Tolstoy och Peter Apelgren                  | 1 789 000     |
| 3:9  | 33 | 2 november 2007   | Sara Löfgren och Claes "Clabbe" af Geijerstam | Sonja Aldén och Thomas Petersson                     | 1 691 000     |
| 3:10 | 34 | 9 november 2007   | Charlott Strandberg och Wille Crafoord        | Åsa Fång och Robert Gustafsson                       | 1 789 000     |
| 3:11 | 35 | 16 november 2007  | Christine Meltzer och Stefan Gunnarsson       | Anne-Lie Rydé och Marko "Markoolio" Lehtosalo        | 1 874 000     |
| 3:12 | 36 | 23 november 2007  | Malena Ernman och Claes Malmberg              | Rigmor Gustafsson och Peter Jöback                   | 1 849 000     |

- Genomsnitt i tittarsiffror: 1 642 000

## Säsong 4 (2008)
Den fjärde säsongen sändes mellan 29 augusti och 21 november 2008 med programtiden 20:00 på fredagar. Denna säsongen hoppade över en vecka i oktober på grund av välgörenhetsgalan Världens Barn.
| #    | Nr | Sändningsdatum    | Lag 1                                       | Lag 2                                       | Tittarsiffror |
| ---- | -- | ----------------- | ------------------------------------------- | ------------------------------------------- | ------------- |
| 4:1  | 37 | 29 augusti 2008   | Babben Larsson och Andreas Lundstedt        | Pernilla Wahlgren och Ola Forssmed          | 1 194 000     |
| 4:2  | 38 | 5 september 2008  | Linda Bengtzing och Thomas Järvheden        | Annika Andersson och Putte Nelsson          | 1 332 000     |
| 4:3  | 39 | 12 september 2008 | Kayode "Kayo" Shekoni och Christer Björkman | Jenny "Velvet" Pettersson och Per Andersson | 1 394 000     |
| 4:4  | 40 | 19 september 2008 | Tina Ahlin och Östen Eriksson               | Meja Kullersten och Joakim Nätterqvist      | 1 479 000     |
| 4:5  | 41 | 26 september 2008 | Vanna Rosenberg och Thomas Petersson        | Anna Christoffersson och Casper Janebrink   | 1 457 000     |
| 4:6  | 42 | 3 oktober 2008    | Lotta Bromé och Pontus Enhörning            | Lotta Engberg och Kenneth Gärdestad         | 1 471 000     |
| 4:7  | 43 | 17 oktober 2008   | Kishti Tomita och Peter Apelgren            | Caroline af Ugglas och Niklas Andersson     | 1 490 000     |
| 4:8  | 44 | 24 oktober 2008   | Anna "Sahlene" Sahlin och Jan Rippe         | Elisabet Carlsson och Dan Ekborg            | 1 659 000     |
| 4:9  | 45 | 31 oktober 2008   | Nisti Stêrk och Bengan Janson               | Ann-Louise Hanson och Ralf Gyllenhammar     | 1 610 000     |
| 4:10 | 46 | 7 november 2008   | Sofia Källgren och Peter Johansson          | Anne-Lie Rydé och Lennie Norman             | 1 795 000     |
| 4:11 | 47 | 14 november 2008  | Hanna Lindblad och Johan Wahlström          | Nanne Grönvall och Lasse Holm               | 1 691 000     |
| 4:12 | 48 | 21 november 2008  | Siw Malmkvist och Claes Malmberg            | Jessica Andersson och Danny Saucedo         | 1 804 000     |

- Genomsnitt i tittarsiffror: 1 531 000

## Säsong 5 (2009)
Den femte säsongen sändes mellan 4 september och 27 november 2009 med programtiden 20:00 på fredagar, med ett avbrott den 16 oktober för välgörenhetsgalan Världens Barn.
| #    | Nr | Sändningsdatum    | Lag 1                                      | Lag 2                                        | Tittarsiffror |
| ---- | -- | ----------------- | ------------------------------------------ | -------------------------------------------- | ------------- |
| 5:1  | 49 | 4 september 2009  | Christine Meltzer och Peter Apelgren       | Helen Sjöholm och Henrik Dorsin              | 1 728 000     |
| 5:2  | 50 | 11 september 2009 | Jessica Andersson och Claes Malmberg       | Anne-Lie Rydé och Måns Zelmerlöw             | 1 596 000     |
| 5:3  | 51 | 18 september 2009 | Marie Lindberg och Lennie Norman           | Sara Lumholdt och Johan Boding               | 1 616 000     |
| 5:4  | 52 | 25 september 2009 | Hanna Lindblad och Per Andersson           | Anna Book och Per Fritzell                   | 1 604 000     |
| 5:5  | 53 | 2 oktober 2009    | Viktoria Tolstoy och Wille Crafoord        | Sara Löfgren och Marko "Markoolio" Lehtosalo | 1 755 000     |
| 5:6  | 54 | 9 oktober 2009    | Pernilla Andersson och Knut Agnred         | Maria Möller och Morgan Alling               | 1 751 000     |
| 5:7  | 55 | 23 oktober 2009   | Hanna Hedlund och Jan Bylund               | Sarah Dawn Finer och Andreas Lundstedt       | 1 586 000     |
| 5:8  | 56 | 30 oktober 2009   | Susie Päivärinta och Henrik Rongedal       | Lili Päivärinta och Magnus Rongedal          | 1 690 000     |
| 5:9  | 57 | 6 november 2009   | Pia Johansson och Torgny ”Kingen” Karlsson | Emilia Rydberg och Nassim Al Fakir           | 1 825 000     |
| 5:10 | 58 | 13 november 2009  | Sofia Ledarp och Björn Kjellman            | Cecilia Frode och Rikard Wolff               | 1 819 000     |
| 5:11 | 59 | 20 november 2009  | Pernilla Wahlgren och Joacim Cans          | Caroline af Ugglas och Fredrik Kempe         | 1 672 000     |
| 5:12 | 60 | 27 november 2009  | Shirley Clamp och Hans Rosenfeldt          | Charlotte Perrelli och Jonas Gardell         | 1 652 000     |

- Genomsnitt i tittarsiffror: 1 691 000

## Säsong 6 (2010)
Den sjätte säsongen sändes mellan 20 augusti och 19 november 2010 med programtiden 20:00 på fredagar. Säsongen hade två avbrott, först den 17 september för slutdebatten i riksdagsvalet i Sverige 2010 och sedan den 15 oktober för välgörenhetsgalan Världens barn.
| #    | Nr | Sändningsdatum    | Lag 1                                     | Lag 2                                            | Tittarsiffror |
| ---- | -- | ----------------- | ----------------------------------------- | ------------------------------------------------ | ------------- |
| 6:1  | 61 | 20 augusti 2010   | Lisa Nilsson och Samuel Ljungblahd        | Claudia Galli och Peter Apelgren                 | 1 615 000     |
| 6:2  | 62 | 27 augusti 2010   | Åsa Fång och Putte Nelsson                | Sharon Dyall och Robert Gustafsson               | 1 608 000     |
| 6:3  | 63 | 3 september 2010  | Sara Löfgren och Mikkey Dee               | Linda Bengtzing och Christian "Kicken" Lundqvist | 1 322 000     |
| 6:4  | 64 | 10 september 2010 | Rigmor Gustafsson och Peter Wahlbeck      | Tina Ahlin och Hans Rosenfeldt                   | 1 625 000     |
| 6:5  | 65 | 24 september 2010 | Annika Andersson och Per Andersson        | Sara Edwardsson och Kalle Moraeus                | 1 838 000     |
| 6:6  | 66 | 1 oktober 2010    | Monica Dominique och Anders Johansson     | Nanne Grönvall och Måns Möller                   | 1 789 000     |
| 6:7  | 67 | 8 oktober 2010    | Theresa Andersson och Stefan Odelberg     | Shirley Clamp och Ola Svensson                   | 1 768 000     |
| 6:8  | 68 | 22 oktober 2010   | Louise Karlsson och Kenny Bräck           | Pernilla Wiberg och Stefan Holm                  | 1 902 000     |
| 6:9  | 69 | 29 oktober 2010   | Nina Söderquist och Kim Sulocki           | Jessica Andersson och Thomas Petersson           | 1 937 000     |
| 6:10 | 70 | 5 november 2010   | Nina Zanjani och Stefan Sauk              | Pia Johansson och Björn Starrin                  | 1 861 000     |
| 6:11 | 71 | 12 november 2010  | Jenny Silver och Niklas Hjulström         | Sarah Dawn Finer och Claes Malmberg              | 1 960 000     |
| 6:12 | 72 | 19 november 2010  | Caroline af Ugglas och Calle Kristiansson | Babben Larsson och Peter Johansson               | 1 916 000     |

- Genomsnitt i tittarsiffror: 1 762 000

## Säsong 7 (2011)
Den sjunde säsongen sändes mellan 26 augusti och 18 november 2011, med programtiden 20:00 på fredagar. Ett avbrott under säsongen ägde rum den 14 oktober för välgörenhetsgalan Världens Barn.
| #    | Nr | Sändningsdatum    | Lag 1                                                | Lag 2                                     | Tittarsiffror |
| ---- | -- | ----------------- | ---------------------------------------------------- | ----------------------------------------- | ------------- |
| 7:1  | 73 | 26 augusti 2011   | Caroline af Ugglas och Daniel "The Moniker" Karlsson | Lina Hedlund och Hans Rosenfeldt          | 1 474 000     |
| 7:2  | 74 | 2 september 2011  | Amy Diamond och Morgan Alling                        | Lotta Engberg och Jörgen Mörnbäck         | 1 418 000     |
| 7:3  | 75 | 9 september 2011  | Sussie Eriksson och Måns Nilsson                     | Anna Bromée och Claes Malmberg            | 1 237 000     |
| 7:4  | 76 | 16 september 2011 | Sara Varga och Patrik Isaksson                       | Babben Larsson och Niklas Källner         | 1 555 000     |
| 7:5  | 77 | 23 september 2011 | Sara Sommerfeld och Karl Dyall                       | Jessica Marberger och Richard Herrey      | 1 712 000     |
| 7:6  | 78 | 30 september 2011 | Lisa Werlinder och Jacob Nordenson                   | Elisabet Carlsson och Johan Rabaeus       | 1 621 000     |
| 7:7  | 79 | 7 oktober 2011    | Ylva Hällen och Ola Forssmed                         | Maria Sid och Lennie Norman               | 1 692 000     |
| 7:8  | 80 | 21 oktober 2011   | Lill Lindfors och Petronella Wester                  | Anton Körberg och Tommy Körberg           | 1 969 000     |
| 7:9  | 81 | 28 oktober 2011   | Anna Book och Tony Irving                            | Anna Maria Espinosa och Andreas Lundstedt | 1 852 000     |
| 7:10 | 82 | 4 november 2011   | Anna Christoffersson och Anders Johansson            | Pernilla Andersson och Svante Thuresson   | 1 616 000     |
| 7:11 | 83 | 11 november 2011  | Anne-Lie Rydé och Anders Eriksson                    | Shirley Clamp och Per Andersson           | 1 778 000     |
| 7:12 | 84 | 18 november 2011  | Lotta Bromé och Björn Ferry                          | Jessica Andersson och Johan Wester        | 1 743 000     |

- Genomsnitt i tittarsiffror: 1 639 000

## Säsong 8 (2012)
Den åttonde säsongen sändes mellan 24 augusti och 16 november 2012 med programtiden 20:00 på fredagar, med ett avbrott den 12 oktober för välgörenhetsgalan Världens Barn.
| #    | Nr | Sändningsdatum    | Lag 1                                             | Lag 2                                   | Tittarsiffror |
| ---- | -- | ----------------- | ------------------------------------------------- | --------------------------------------- | ------------- |
| 8:1  | 85 | 24 augusti 2012   | Caroline af Ugglas och Anders Johansson           | Jennifer Brown och Stefan Sauk          | 1 416 000     |
| 8:2  | 86 | 31 augusti 2012   | Pernilla Wahlgren och Marko "Markoolio" Lehtosalo | Malin Olsson och Thomas Järvheden       | 1 450 000     |
| 8:3  | 87 | 7 september 2012  | Regina Lund och Claes Malmberg                    | Douglas ”Dogge” Leon och Doreen Månsson | 1 504 000     |
| 8:4  | 88 | 14 september 2012 | Cecilia Kallin och Per Andersson                  | Anne-Lie Rydé och Johannes Brost        | 1 713 000     |
| 8:5  | 89 | 21 september 2012 | Angelica Alm och Andreas Weise                    | Sara Löfgren och Henrik Kruusval        | 1 707 000     |
| 8:6  | 90 | 28 september 2012 | Anna Maria Espinosa och Hans Rosenfeldt           | Jessica Andersson och Stefan Holm       | 1 695 000     |
| 8:7  | 91 | 5 oktober 2012    | Katrin Sundberg och Katarina Ewerlöf              | Tommy Nilsson och Thomas Petersson      | 1 711 000     |
| 8:8  | 92 | 19 oktober 2012   | Anna Mannheimer och Peter Apelgren                | Lina Hedlund och Nassim Al Fakir        | 1 938 000     |
| 8:9  | 93 | 26 oktober 2012   | Sanna Nielsen och Måns Möller                     | Leila Lindholm och Stephen Simmonds     | 1 909 000     |
| 8:10 | 94 | 2 november 2012   | Elisabeth Andreassen och Knut Agnred              | Shirley Clamp och David Lindgren        | 1 808 000     |
| 8:11 | 95 | 9 november 2012   | Petra Mede och Andreas Lundstedt                  | Tess Merkel och Kristoffer Appelquist   | 2 001 000     |
| 8:12 | 96 | 16 november 2012  | Annika Andersson och Christer Sjögren             | Pia Johansson och Joacim Cans           | 2 109 000     |

- Genomsnitt i tittarsiffror: 1 747 000

## Säsong 9 (2013)
Den nionde säsongen sändes mellan 16 augusti och 15 november 2013 med programtiden 20:00 på fredagar. Säsongen hade två avbrott, först den 30 augusti på grund av Kristallen 2013 och sedan den 11 oktober för välgörenhetsgalan Världens Barn.
| #    | Nr  | Sändningsdatum    | Lag 1                                   | Lag 2                                   | Tittarsiffror |
| ---- | --- | ----------------- | --------------------------------------- | --------------------------------------- | ------------- |
| 9:1  | 97  | 16 augusti 2013   | Jonas Gardell och Kristoffer Appelquist | Andreas Johnson och Caroline af Ugglas  | 1 579 000     |
| 9:2  | 98  | 23 augusti 2013   | Rebecka Hjukström och Sophia Hogman     | Josefin Johansson och Måns Nilsson      | 1 304 000     |
| 9:3  | 99  | 6 september 2013  | Andreas Lundstedt och Kristin Kaspersen | Molly Nutley och Calle Sterner          | 1 302 000     |
| 9:4  | 100 | 13 september 2013 | Annika Andersson och Knut Agnred        | Marika Carlsson och Christopher Wollter | 1 562 000     |
| 9:5  | 101 | 20 september 2013 | David Lindgren och Peter Johansson      | Amy Diamond och Hanna Lindblad          | 1 525 000     |
| 9:6  | 102 | 27 september 2013 | Tony Irving och Katrin Sundberg         | Jessica Andersson och Viktoria Tolstoy  | 1 652 000     |
| 9:7  | 103 | 4 oktober 2013    | Per Fritzell och Sussie Eriksson        | Kee Marcello och Gladys del Pilar       | 1 685 000     |
| 9:8  | 104 | 18 oktober 2013   | Ola Forssmed och Pernilla Wahlgren      | Tina Ahlin och Lennie Norman            | 1 820 000     |
| 9:9  | 105 | 25 oktober 2013   | Peter Apelgren och Meja Kullersten      | Filip Hammar och Fredrik Wikingsson     | 1 951 000     |
| 9:10 | 106 | 1 november 2013   | Per Andersson och Ylva Hällen           | Shirley Clamp och Nicke Borg            | 1 774 000     |
| 9:11 | 107 | 8 november 2013   | Tommy Ekman och Christer Sandelin       | Hanna Hedlund och Anna Granath          | 1 925 000     |
| 9:12 | 108 | 15 november 2013  | Fredrik Lindström och Ellinor Persson   | Peter Wahlbeck och Anna Maria Espinosa  | 1 604 000     |

- Genomsnitt i tittarsiffror: 1 640 000

## Säsong 10 (2014)
Den tionde säsongen sändes mellan 22 augusti och 21 november 2014 med programtiden 20:00 på fredagar. Två avbrott skedde denna säsongen då den 12 september var det slutdebatten i riksdagsvalet i Sverige 2014, och den 3 oktober var det välgörenhetsgalan Världens Barn.
| #     | Nr  | Sändningsdatum    | Lag 1                                   | Lag 2                                                | Tittarsiffror |
| ----- | --- | ----------------- | --------------------------------------- | ---------------------------------------------------- | ------------- |
| 10:1  | 109 | 22 augusti 2014   | Kalle Moraeus och Jenny Silver          | Nanne Grönvall och Anders Eriksson                   | 1 441 000     |
| 10:2  | 110 | 29 augusti 2014   | Babben Larsson och Thomas Järvheden     | Karolina Engelbrektsson och Morgan "Mojje" Johansson | 1 347 000     |
| 10:3  | 111 | 5 september 2014  | Tomas von Brömssen och Nina Zanjani     | Måns Möller och Kikki Danielsson                     | 1 443 000     |
| 10:4  | 112 | 19 september 2014 | Julia Dufvenius och Christopher Wollter | Knut Agnred och Anne-Lie Rydé                        | 1 371 000     |
| 10:5  | 113 | 26 september 2014 | Thomas Petersson och Linda Bengtzing    | Tobbe Blom och Ann Westin                            | 1 504 000     |
| 10:6  | 114 | 10 oktober 2014   | Katrin Sundberg och Siw Malmkvist       | Peter Magnusson och Hanna Hedlund                    | 1 692 000     |
| 10:7  | 115 | 17 oktober 2014   | Magnus Carlsson och Jessica Andersson   | Doreen Månsson och Per Andersson                     | 1 769 000     |
| 10:8  | 116 | 24 oktober 2014   | Lennie Norman och Annika Andersson      | Shirley Clamp och Thomas Ravelli                     | 1 726 000     |
| 10:9  | 117 | 31 oktober 2014   | Andreas Weise och Emma Knyckare         | Pia Johansson och Hans Rosenfeldt                    | 1 712 000     |
| 10:10 | 118 | 7 november 2014   | Elisabet Höglund och Ola Selmén         | Pernilla Wahlgren och Kim Sulocki                    | 1 652 000     |
| 10:11 | 119 | 14 november 2014  | Gunhild Carling och Ola Forssmed        | Jessica Heribertsson och Henrik Kruusval             | 1 776 000     |
| 10:12 | 120 | 21 november 2014  | Jonas Gardell och Joanna Perera         | Stefan Sauk och Lisa Werlinder                       | 1 882 000     |

- Genomsnitt i tittarsiffror: 1 610 000

## Säsong 11 (2015)
Den elfte säsongen sändes mellan 21 augusti och 13 november 2015 med programtiden 20:00 på fredagar. Ett avbrott skedde denna säsongen den 2 oktober med välgörenhetsgalan Världens Barn.
| #     | Nr  | Sändningsdatum    | Lag 1                                           | Lag 2                                    | Tittarsiffror |
| ----- | --- | ----------------- | ----------------------------------------------- | ---------------------------------------- | ------------- |
| 11:1  | 121 | 21 augusti 2015   | Pernilla Wahlgren och Björn Kjellman            | Jessica Andersson och Bruno Mitsogiannis | 1 354 000     |
| 11:2  | 122 | 28 augusti 2015   | Mollie Lindén och Andreas Johnson               | Jessica Zandén och Mikael Riesebeck      | 1 478 000     |
| 11:3  | 123 | 4 september 2015  | Maria Lundqvist och Kristoffer Hellström        | Åsa Fång och Anders Ekborg               | 1 559 000     |
| 11:4  | 124 | 11 september 2015 | Claudia Galli Concha och Johan Wester           | Elin Bemark och Patrik Isaksson          | 1 587 000     |
| 11:5  | 125 | 18 september 2015 | Hanna Hedlund och Kevin Walker                  | Nina Söderquist och Daniel Norberg       | 1 653 000     |
| 11:6  | 126 | 25 september 2015 | Gladys del Pilar och Anders Johansson           | Rigmor Gustafsson och Hans Rosenfeldt    | 1 565 000     |
| 11:7  | 127 | 9 oktober 2015    | Shima Niavarani och Kristoffer Appelquist       | Shirley Clamp och Tobbe Blom             | 1 596 000     |
| 11:8  | 128 | 16 oktober 2015   | Katrin Sundberg och Lennie Norman               | Karin Westerberg och Hasse Andersson     | 1 597 000     |
| 11:9  | 129 | 23 oktober 2015   | Lina Hedlund och Rickard Olsson                 | Viktoria Tolstoy och Samuel Ljungblahd   | 1 749 000     |
| 11:10 | 130 | 30 oktober 2015   | Katarina Ewerlöf och Johan Rabaeus              | Malin Arvidsson och Claes Malmberg       | 1 445 000     |
| 11:11 | 131 | 6 november 2015   | Elisa Lindström och Marko "Markoolio" Lehtosalo | Helena Bergström och Robert Gustafsson   | 1 806 000     |
| 11:12 | 132 | 13 november 2015  | Hanna Lindblad och Ola Forssmed                 | Lotta Engberg och Per Andersson          | 1 857 000     |

- Genomsnitt i tittarsiffror: 1 604 000

## Säsong 12 (2016)
Den tolfte säsongen började sändas 26 augusti 2016 med programtiden 20:00 på fredagar.
Säsongen hoppade över första fredagen i oktober för välgörenhetsgalan Världens Barn.
| #     | Nr  | Sändningsdatum    | Lag 1                                 | Lag 2                                      | Tittarsiffror |
| ----- | --- | ----------------- | ------------------------------------- | ------------------------------------------ | ------------- |
| 12:1  | 133 | 26 augusti 2016   | Per Andersson och Hanna Hedlund       | Annika Herlitz och Andreas Weise           | 1 132 000     |
| 12:2  | 134 | 2 september 2016  | Lennie Norman och Josefin Johansson   | Doreen Månsson och Peter Johansson         | 1 356 000     |
| 12:3  | 135 | 9 september 2016  | Kim Sulocki och Rachel Mohlin         | Sofia Källgren och Johan Boding            | 1 474 000     |
| 12:4  | 136 | 16 september 2016 | Stefan Gerhardsson och Anna Carlsson  | Elisa Lindström och Claes Malmberg         | 1 735 000     |
| 12:5  | 137 | 23 september 2016 | Sven Melander och Frida Bergh         | Viktoria Tolstoy och Nils "Nisse" Landgren | 1 547 000     |
| 12:6  | 138 | 30 september 2016 | Tommy Körberg och Peter Dalle         | Malin Olsson och Linda Bengtzing           | 1 610 000     |
| 12:7  | 139 | 14 oktober 2016   | Henrik Kruusval och Annika Andersson  | Sussie Eriksson och Daniel Norberg         | 1 725 000     |
| 12:8  | 140 | 21 oktober 2016   | Albin Flinkas och Katrin Sundberg     | Malin Arvidsson och Eric Ericson           | 1 578 000     |
| 12:9  | 141 | 28 oktober 2016   | Martin Stenmarck och David Stenmarck  | Pernilla Wahlgren och Linus Wahlgren       | 1 898 000     |
| 12:10 | 142 | 4 november 2016   | Anders Eriksson och Jan Rippe         | Mimi Werner och Pia Johansson              | 1 905 000     |
| 12:11 | 143 | 11 november 2016  | Johan Wester och Shirley Clamp        | Jenny Silver och Peter Simson              | 1 690 000     |
| 12:12 | 144 | 18 november 2016  | Hans Rosenfeldt och Jessica Andersson | Caroline af Ugglas och Martin Rolinski     | 1 821 000     |

- Genomsnitt i tittarsiffror: 1 623 000

## Säsong 13 (2017)
Den trettonde säsongen började sändas 8 september 2017 med programtiden 20:00 på fredagar.
Mitt under säsongen blev Lasse Kronér polisanmäld för anklagelser om sexuella övergrepp i samband med metoo. SVT beslöt dock att sända programmet planenligt.
| #     | Nr  | Sändningsdatum    | Lag 1                                  | Lag 2                                 |
| ----- | --- | ----------------- | -------------------------------------- | ------------------------------------- |
| 13:1  | 145 | 8 september 2017  | Lisa Stadell och Jakob Stadell         | Hanna Hedlund och Martin Stenmarck    |
| 13:2  | 146 | 15 september 2017 | Katrin Sundberg och Rennie Mirro       | Ellen Lindström och Robert Gustafsson |
| 13:3  | 147 | 22 september 2017 | Wiktoria och Andreas Johnson           | Emmi Christensson och Peter Johansson |
| 13:4  | 148 | 29 september 2017 | Jakob Samuel och Mikkey Dee            | Jessica Andersson och Nanne Grönvall  |
| 13:5  | 149 | 13 oktober 2017   | Babben Larsson och Daniel Norberg      | Per Andersson och Samantha Gurah      |
| 13:6  | 150 | 20 oktober 2017   | Lotta Engberg och Elisabeth Andreassen | Knut Agnred och Per Fritzell          |
| 13:7  | 151 | 27 oktober 2017   | Sonja Aldén och Janne Schaffer         | Carin da Silva och Tobbe Blom         |
| 13:8  | 152 | 3 november 2017   | Lilla Namo och Björn Kjellman          | Edward af Sillén och Pia Johansson    |
| 13:9  | 153 | 10 november 2017  | Jasmine Kara och John Lundvik          | Kattis Ahlström och Niklas Källner    |
| 13:10 | 154 | 17 november 2017  | Pernilla Wahlgren och Peter Magnusson  | Doreen Månsson och Hans Rosenfeldt    |
| 13:11 | 155 | 24 november 2017  | Johan Östling och Björn A. Ling        | Malin Arvidsson och Lisette Pagler    |
| 13:12 | 156 | 1 december 2017   | Ellen Bergström och Martin Rolinski    | Ola Forssmed och Åsa Fång             |

## Säsong 14 (2019)
Efter ett års uppehåll av "Doobidoo" återkom den 14:e säsongen av "Doobidoo" på SVT med start 6 september 2019 med programtiden 20:00 på fredagar.

| #     | Nr  | Sändningsdatum    | Lag 1                                  | Lag 2                                     |
| ----- | --- | ----------------- | -------------------------------------- | ----------------------------------------- |
| 14:1  | 157 | 6 september 2019  | Jessica Heribertsson och Jonas Gardell | Thérèse Andersson Lewis och Morgan Alling |
| 14:2  | 158 | 13 september 2019 | Viktoria Tolstoy och Chris Kläfford    | Anna Blomberg och Ola Forssmed            |
| 14:3  | 159 | 20 september 2019 | Lisa Knapp och Andreas Johnson         | Kristina Lindgren och David Lindgren      |
| 14:4  | 160 | 27 september 2019 | Tuva B Larsen och Philip Jalmelid      | Marsha Songcome och Martin Redhe Nord     |
| 14:5  | 161 | 11 oktober 2019   | Vanna Rosenberg och Edward af Sillén   | Mimi Werner och Markoolio                 |
| 14:6  | 162 | 18 oktober 2019   | Lisa Werlinder och Hanna Dorsin        | Peter Johansson och Bruno Mitsogiannis    |
| 14:7  | 163 | 25 oktober 2019   | Anna Hasselborg och Sofia Mabergs      | Boris René och Stefan Holm                |
| 14:8  | 164 | 1 november 2019   | Caroline af Ugglas och Niklas Källner  | Tina Ahlin och Bengan Janson              |
| 14:9  | 165 | 8 november 2019   | Carina M. Johansson och Eric Ericson   | Liv Mjönes och Henrik Johnasson           |
| 14:10 | 166 | 15 november 2019  | Ida Hallquist och Johan Östling        | Sussie Eriksson och Björn Ling            |
| 14:11 | 167 | 22 november 2019  | Emma Molin och Per Andersson           | Doreen Månsson och Hans Rosenfeldt        |
| 14:12 | 168 | 29 november 2019  | Lisette Pagler och Charlie Gustafsson  | Renaida Braun och Martin Rolinski         |

## Säsong 15 (2020)
Trots att coronaviruset härjade runt om i hela världen under 2020 valde Sveriges Television att spela in en ny säsong av "Doobidoo". De fyra första avsnitten spelades in med publik, medan de resterande avsnitten spelades in utan publik på grund av reglerna om folksamlingar på mer än 50 personer i samband med coronapandemin. Efter att de fyra första inspelningarna var klara togs en paus då det visade sig att programledaren Lasse Kronér hade drabbats av corona, men inspelningarna återupptogs något senare. 
Här nedan visas vilka som tävlade i årets upplaga av Doobidoo". Värt att notera är att det endast spelades in 10 avsnitt istället för det normala 12 denna säsong.
| #     | Nr  | Sändningsdatum    | Lag 1                                    | Lag 2                                      |
| ----- | --- | ----------------- | ---------------------------------------- | ------------------------------------------ |
| 15:1  | 169 | 11 september 2020 | Gunilla Backman och Kalle Moraeus        | Babben Larsson och Tobias Persson          |
| 15:2  | 170 | 18 september 2020 | Jessica Andersson och Johanna Beijbom    | David Lindgren och Robert Rydberg          |
| 15:3  | 171 | 25 september 2020 | Kerstin Ryhed Lundin och Anders Lundin   | Linda Bengtzing och Erik Segerstedt        |
| 15:4  | 172 | 9 oktober 2020    | Shirley Clamp och Tommy Körberg          | Annika Ljungberg och Peter Simson          |
| 15:5  | 173 | 16 oktober 2020   | Vivian Cardinal och Magnus Carlsson      | Hanna Dorsin och Jan Rippe                 |
| 15:6  | 174 | 23 oktober 2020   | Stina Wollter och Andreas Lundstedt      | Tuva B Larsen och Björn Kjellman           |
| 15:7  | 175 | 30 oktober 2020   | Gladys del Pilar och Karl Dyall          | Frida Bergh och Anders "Ankan" Johansson   |
| 15:8  | 176 | 6 november 2020   | Anki Albertsson och Jessica Heribertsson | Bruno Mitsogiannis och Daniel Mitsogiannis |
| 15:9  | 177 | 13 november 2020  | Eric Ericsson och Carina M. Johansson    | Charlie Gustafsson och Rakel Wärmländer    |
| 15:10 | 178 | 20 november 2020  | Petra Wahlgren och Fredrik Lindström     | Sanna Martin och Peter Johansson           |

## Säsong 16 (2021)
Säsong 16 började sändas fredagen den 3 september. Den 19 november sändes ett specialavsnitt av "Doobidoo" som var en tillbakablick på tidigare säsonger. På grund av den då ännu pågående coronapandemin och den då höga smittspridningen i Sverige hade denna säsong ingen publik i studion. Här nedan visas vilka som tävlade i 2021 års upplaga av Doobidoo.
| #     | Nr  | Sändningsdatum    | Lag 1                                | Lag 2                                         |
| ----- | --- | ----------------- | ------------------------------------ | --------------------------------------------- |
| 16:1  | 179 | 3 september 2021  | Emma Peters och Ola Forssmed         | Lina Hedlund och Andreas Weise                |
| 16:2  | 180 | 10 september 2021 | Tilde Fröling och Jakob Stadell      | Pernilla Andersson och Oscar Magnusson        |
| 16:3  | 181 | 17 september 2021 | Viktoria Tolstoy och Nisse Landgren  | Ida Sand och Samuel Ljungblahd                |
| 16:4  | 182 | 24 september 2021 | Morgan Alling och Tobias Persson     | Loulou Lamotte och Dinah Yonas Manna          |
| 16:5  | 183 | 8 oktober 2021    | Josefin Neldén och Kjell Wilhelmsen  | Claudia Galli och Henrik Norlén               |
| 16:6  | 184 | 15 oktober 2021   | Elisa Lindström och Casper Janebrink | Lisette Pagler och Martin Redhe Nord          |
| 16:7  | 185 | 22 oktober 2021   | LaGaylia Frazier och Niklas Källner  | Anna Sahlene och Martin Almgren               |
| 16:8  | 186 | 29 oktober 2021   | Linus Wahlgren och Per Andersson     | Caroline Gentele och Gabriella Lambert-Olsson |
| 16:9  | 187 | 5 november 2021   | Agneta Sjödin och Johan Östling      | Lasse Holm och Ida Redig                      |
| 16:10 | 188 | 12 november 2021  | Amanda Ginsburg och Timo Räisinen    | Thomas Petersson och Annika Andersson         |

## Säsong 17 (2022)
Säsong 17 av Doobidoo hade premiär lördagen den 17 september. Till skillnad från tidigare säsonger valde SVT  att byta sändningsdag från fredagar till lördagar, vilket programledaren Lasse Kronér berättade i en intervju med Aftonbladet att han inte uppskattade. Denna säsong var publiken i studion tillbaka efter att ha varit borta i två säsonger på grund av  coronapandemin. Här nedan visas vilka som tävlade i 2022 års upplaga.
| #     | Nr  | Sändnings- datum  | Lag 1                                 | Lag 2                                      |
| ----- | --- | ----------------- | ------------------------------------- | ------------------------------------------ |
| 17:1  | 189 | 17 september 2022 | Claes Malmberg och Jenny Silver       | Magnus Carlsson och Elisabeth Andreassen   |
| 17:2  | 190 | 24 september 2022 | Linda Bengtzing och Jessica Andersson | Daniel Norberg och Emil Norberg            |
| 17:3  | 191 | 1 oktober 2022    | Sussie Eriksson och Robert Gustafsson | Anton Körberg och Tommy Körberg            |
| 17:4  | 192 | 8 oktober 2022    | Camilla Läckberg och Andreas Olsson   | Hanna Dorsin och Per Andersson             |
| 17:5  | 193 | 15 oktober 2022   | Nanne Grönvall och Charlie Grönvall   | Ida Hedlund-Stenmarck och Martin Stenmarck |
| 17:6  | 194 | 22 oktober 2022   | Carin da Silva och Alvaro Estrella    | Ellen Bergström och Hans Rosenfeldt        |
| 17:7  | 195 | 29 oktober 2022   | Jens Byggmark och André Myhrer        | Erica Johansson och Tina Thörner           |
| 17:8  | 196 | 5 november 2022   | Renaida Braun och Andreas Johnson     | Mollie Minott och Boris René               |
| 17:9  | 197 | 12 november 2022  | Viktoria Tolstoy och Tina Ahlin       | Elize Ryd och Tommy Nilsson                |
| 17:10 | 198 | 19 november 2022  | Tina Nordström och Tareq Taylor       | Catarina König och Stefan Karlsson         |

## Säsong 18 (2023)
Säsong 18 hade premiär lördagen den 26 augusti. Detta år sändes även ett program på nyårsafton. Här nedan visas vilka som tävlade denna säsong.
| #                | Nr  | Sändningsdatum    | Lag 1                                  | Lag 2                                      |
| ---------------- | --- | ----------------- | -------------------------------------- | ------------------------------------------ |
| 18:1             | 199 | 26 augusti 2023   | Ola Forssmed och Amanda Jansson        | Annika Andersson och Tobias Persson        |
| 18:2             | 200 | 2 september 2023  | Tommy Körberg och Tuva B Larsen        | Eva Rydberg och Ewa Roos                   |
| 18:3             | 201 | 9 september 2023  | Doktor Mikael och Lotta Engberg        | Gunilla Backman och Samuel Ljungblahd      |
| 18:4             | 202 | 23 september 2023 | Dermot Clemenger och Elisa Lindström   | Emmelie de Forest och Cazzi Opeia          |
| 18:5             | 203 | 30 september 2023 | Hanna Hedlund och Love Hedlund         | Lily Wahlsteen och Anna "Sahlene" Sahlin   |
| 18:6             | 204 | 14 oktober 2023   | Jonas Gardell och Babben Larsson       | Zoie Finer och Rennie Mirro                |
| 18:7             | 205 | 21 oktober 2023   | Charlie Gustafsson och Katrin Sundberg | Nina Zanjani och Niklas Engdahl            |
| 18:8             | 206 | 28 oktober 2023   | Johan Wester och Anna Stadling         | Frida Bergh och Anders “Ankan” Johansson   |
| 18:9             | 207 | 4 november 2023   | Kalle Moraeus och Frida Öhrn           | Jenny Berggren och Martin "E-type" Erikson |
| 18:10            | 208 | 11 november 2023  | Peter Johansson och Tova Hollender     | Sofia Rågenklint och Thomas Petersson      |
| 18:Nyårsspecial! | 209 | 31 december 2023  | Viktoria Tolstoy och Morgan Alling     | Kattis Ahlström och Anders Lundin          |

## Säsong 19 (2024)
Säsong 19 av Doobidoo hade premiär fredagen den 23 augusti. Även detta år sändes ett program på nyårsafton. Efter att programmet hade sänts på lördagar de två föregående säsongerna, valde SVT att återgå till fredagar.
| #                   | Nr  | Sändnings- datum  | Lag 1                                | Lag 2                                     |
| ------------------- | --- | ----------------- | ------------------------------------ | ----------------------------------------- |
| 19:1                | 210 | 23 augusti 2024   | Denny Lekström och Sanna Nielsen     | Malin Olsson och Måns Möller              |
| 19:2                | 211 | 30 augusti 2024   | Kalle Lind och Mimi Terris           | Sofia Pekkari och Philip Jalmelid         |
| 19:3                | 212 | 6 september 2024  | Tomas von Brömssen och Evelyn Jons   | Johanna Frostling och PeterMagnusson      |
| 19:4                | 213 | 13 september 2024 | Samson Mirro och Sarah Dawn Finer    | Jessica Andersson och Per Andersson       |
| 19:5                | 214 | 20 september 2024 | Edvin Törnblom och Lotta Engberg     | Boris René och David Lindgren             |
| 19:6                | 215 | 27 september 2024 | Peter och Nanne Grönvall             | Sofia Wistam och Andreas Johnson          |
| 19:7                | 216 | 4 oktober 2024    | Mark Levengood och Pia Johansson     | Annika Andersson och Claes Malmberg       |
| 19:8                | 217 | 11 oktober 2024   | Hans Rosenfeldt och Shirley Clamp    | Doreen Månsson och Johan Wester           |
| 19:9                | 218 | 18 oktober 2024   | Tommy Nilsson och Lisa Miskovsky     | Lina Hedlund och Marie Robertson          |
| 19:10               | 219 | 25 oktober 2024   | Josefine Sundström och Titti Schultz | Anders ”Ankan” Johansson och Måns Nilsson |
| 19: Nyårs- special! | 220 | 31 december 2024  | Tuva B Larsen och Elisa Lindström    | Per Fritzell och Jan Rippe                |

## Säsong 20 (2025)
Säsong 20 av Doobidoo har premiär fredagen den 8 augusti. Till skillnad från tidigare år så kommer sista avsnittet att vara ett "Glittrande Jubileumsprogram" med hela tre lag som tävlar.
| #     | Nr  | Sändnings- datum  | Lag 1                                   | Lag 2                                        | Lag 3                            |
| ----- | --- | ----------------- | --------------------------------------- | -------------------------------------------- | -------------------------------- |
| 20:1  | 221 | 8 augusti 2025    | Sara Edwardsson och Tobbe Blom          | Linda Pritchard och Andreas Lundstedt        |                                  |
| 20:2  | 222 | 15 augusti 2025   | Sussie Eriksson och Anders Lundin       | Julia Dufvenius och Christopher Wollter      |                                  |
| 20:3  | 223 | 22 augusti 2025   | Linda Pira och Morgan Alling            | Hanna Lindblad von Spreti och Tobias Persson |                                  |
| 20:4  | 224 | 29 augusti 2025   | Jessica Andersson och Magnus Bäcklund   | Viktoria Tolstoy och Peter Johansson         |                                  |
| 20:5  | 225 | 5 september 2025  | Ellen Bergström och Chris Kläfford      | Rachel Molin och Per Andersson               |                                  |
| 20:6  | 226 | 12 september 2025 | Anna Sise och Charlie Gustafsson        | Charlotta Björck och Eric Stern              |                                  |
| 20:7  | 227 | 19 september 2025 | Emilia Rehnberg och Isak Löb            | Hanna Dorsin och Hans Rosenfeldt             |                                  |
| 20:8  | 228 | 26 september 2025 | Robert Gustafsson och Ola Forssmed      | Annika Jankell och Anna-Charlotta Gunnarsson |                                  |
| 20:9  | 229 | 4 oktober 2025    | Josefin Johansson och Johar Bendjelloul | Feline Andersson och Robin Bengtsson         |                                  |
| 20:10 | 230 | 11 oktober 2025   | Katrin Sundberg och Annika Andersson    | Anders "Ankan" Johansson och Måns Nilsson    | Lisa Miskovsky och Kalle Moraeus |